# 北九州高速2號線
北九州高速2號線（日语：／ Kita-Kyūshū kōsoku 2 gōsen */?）是一條連接日本福岡縣北九州市小倉北區小倉站北出入口與同縣同市戶畑區若戶出入口的北九州高速道路路線。

## 連接高速道路
- 北九州高速3號線（於東港JCT連接）
- 若戶大橋（於若戶出入口連接）
- 若戶隧道（於若戶出入口連接）

## 交流道
- 全線都位於日本福岡縣北九州市內。

| 出入口編號                       | 中文設施名                | 日文設施名 | 英文設施名 | 接續路線名                        | 起點起計 （公里） | 備註                                                | 所在地   |
| -------------------------------- | ------------------------- | ---------- | ---------- | --------------------------------- | ----------------- | --------------------------------------------------- | -------- |
| 有往門司方向的延伸計劃           |                           |            |            |                                   |                   |                                                     |          |
| 201                              | 小倉站北出入口            |            |            | 國道199號                         | 0.0               |                                                     | 小倉北區 |
| -                                | 東港JCT                   |            |            | 北九州高速3號線                   | 0.8               |                                                     | 小倉北區 |
| 202                              | 日明出入口                |            |            | 國道199號                         | 1.5               | 小倉方向出入口                                      | 小倉北區 |
| 203                              | 西港出口                  |            |            | 國道199號                         | 2.7               | 若戶大橋方向出口                                    | 小倉北區 |
| 204                              | 戶畑出入口 戶畑公路收費站 |            |            | 福岡縣道272號槻田戶畑線 國道199號 | 4.0               | 小倉方向出入口                                      | 戶畑區   |
| 205                              | 若戶出入口                |            |            | 若戶大橋 若戶隧道                 | 4.3               | 不與國道199號（一般道）及北九州市道川代中原東線接續 | 戶畑區   |
| 都市計劃道路戶畑枝光線（興建中） |                           |            |            |                                   |                   |                                                     |          |

戶畑區內出入的出入口只限戶畑出入口。若戶出入口只會直接連結至「若戶大橋」或「若戶隧道」，兩條道路與一般道的出入口都要途經若松區。

## 历史
- 1980年（昭和55年）10月20日 : 東港JCT至日明出入口之間開通。
- 1983年（昭和58年）10月6日 : 東港出入口啟用。
- 1989年（平成元年）8月30日 : 日明出入口至戶畑出入口之間開通。
- 1990年（平成2年）3月31日 : 小倉站北出入口至東港JCT、戶畑出入口至若戶出入口之間開通，全線開通。東港出入口廢止。西港出口啟用。
- 2012年（平成24年）9月15日：若戶出入口可以連接若戶隧道（新若戶道路）。

## 交通流量
平日24時間交通量（平成17年度道路交通調查）
- 北九州市戶畑區中原東4丁目 : 11,830

## 關連條目
- 北九州高速道路
- 九州地方道路一覧

## 外部連結
- 福岡北九州高速道路公社 （页面存档备份，存于）

1. ↑   (PDF). 福岡北九州道路公社.   [2014-11-09].
2. ↑  . 福岡北九州道路公社.   [2015-04-28]. （原始内容存档于2015-02-21）.